# 콘스탄틴 비르질 게오르기우

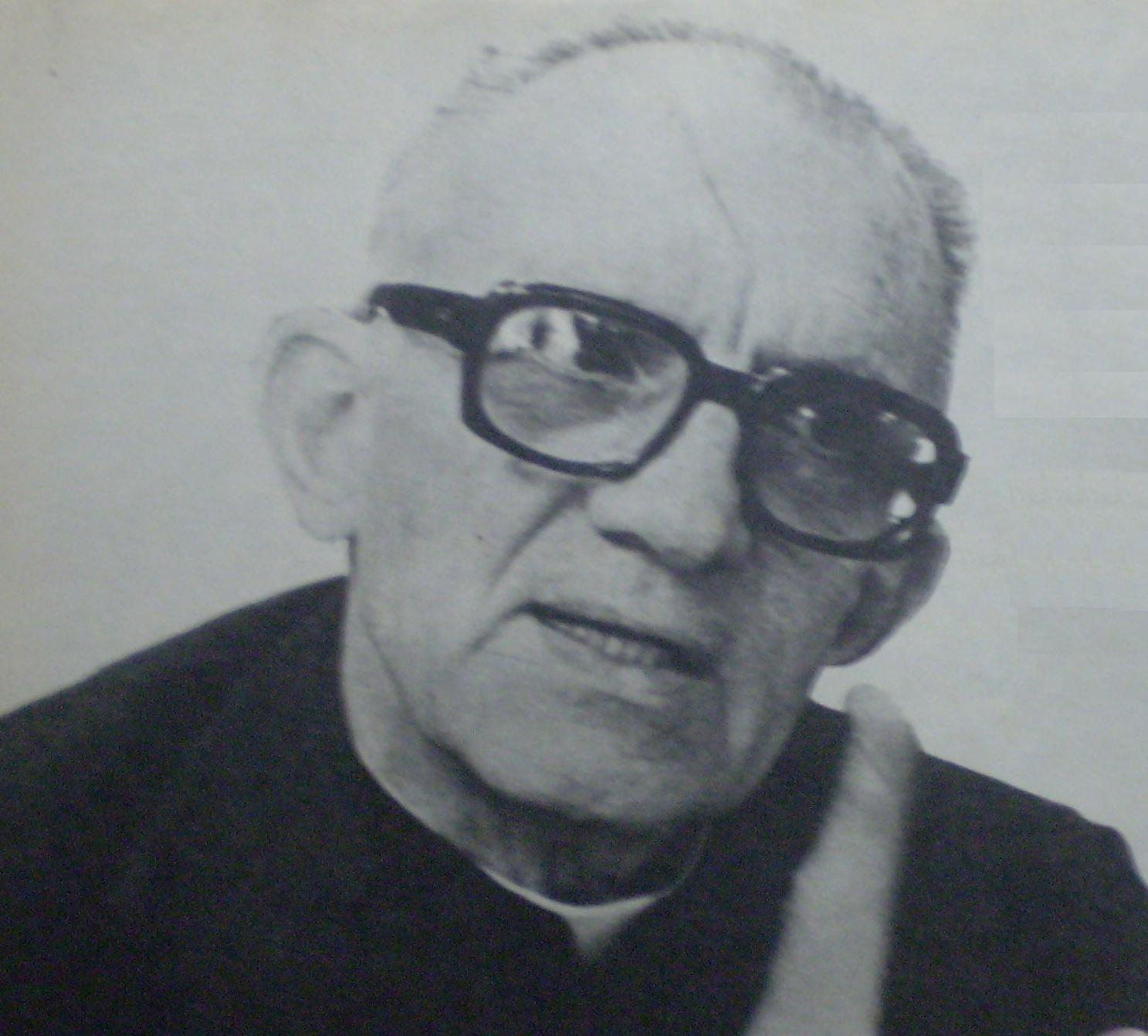
콘스탄틴 비르질 게오르기우

콘스탄틴 비르질 게오르기우(루마니아어: Constantin Virgil Gheorghiu, 1916년 9월 15일 ~ 1992년 6월 22일)은 루마니아의 작가다.
루마니아 북동부 네암츠 주의 러즈보이에니(Războieni)에서 출생하여 부쿠레슈티 대학과 하이델베르크 대학에서 철학과 신학을 배운 후, 루마니아 외무성 특파 문화 사절의 수행 등을 하는 한편, 창작에 주력하여 시집 〈눈 위의 낙서〉를 발표하여 루마니아 왕국상을 받았다. 1949년 전쟁 소설 〈25시〉를 프랑스 파리에서 발표 간행하여 세계적으로 유명해졌으며, 그 밖의 저서로 〈제2의 찬스〉등이 있다. 제2차 세계대전 후 프랑스로 망명하였다. 한국에 방문하여 1988년 서울 올림픽에 관한 에세이를 쓰기도 하였다.

## 저서
- 25시(La Vingt-cinquième Heure), 1949
- 제2의 찬스(La Seconde Chance), 1952
- 다뉴브의 희생(Les Sacrifiés du Danube), 1957
- 아가피아의 불멸자들(Les Immortels d'Agapia), 1964
- 키랄레사의 학살(Le Meurtre de Kyralessa), 1966
- 콘도티에라(La Condottiera), 1967
- 한국, 극동의 아름다운 미지의 땅 - 올림픽의 날들에(La Corée, la belle inconnue de l'Extrême-Orient - A l'heure des Jeux Olympiques), 1987